# Condado palatino de Cefalônia e Zacinto
O Condado palatino de Cefalônia e Zacinto foi um condado palatino que existiu entre 1185 e 1479 como parte do Reino da Sicília. O título e o direito de governar as ilhas Jônicas de Cefalônia e Zacinto foi inicialmente dado a Margarido de Brindisi pelos serviços prestados a Guilherme II, rei da Sicília, em 1185.
Depois de Margarido, o contado passou para um ramo da família Orsini até 1325, em seguida brevemente pelas mãos dos angevinos e então, a partir de 1357, para a família Tocco até 1479. Neste ano, o condado foi repartido entre Veneza e os turcos otomanos: Zacinto passou para o controle daquele e Cefalônia, por 21 anos, deste.

## História
O princípio da conquista franca das ilhas de Cefalônia, Zacinto e Ítaca está ligado ao pirata e almirante da frota siciliana Margarido de Brindisi, bem conhecido pelos cronistas do final do século XII por suas atividades em nome do rei Guilherme II, rei ítalo-normando da Sicília. Em documentos latinos de 1192 e 1193, ele assinava em grego como "Margaritoni, conde almirante de Melitios". Independente da ascendência pouco clara de Margarido, é certo que Guilherme, depois da invasão normanda de 1185 dos territórios bizantinos, concedeu-lhe as novas possessões normandas no mar Jônico em troca de seus serviços.
Dez anos depois, em 1195, "Maio" ou "Mateus" Orsini, possivelmente nascido do ramo siciliano da família de condes palatinos de Roma, sucedeu Margarido como governador das ilhas Jônicas. Para assegurar sua posição, Mateus reconheceu os domínios de Veneza e do papa e, depois, do príncipe de Acaia. Na mesma época, a diocese ortodoxa das ilhas foi abolida, os tronos episcopais foram ocupados por latinos e o sistema feudal foi imposto a todos. O sucessor de Mateus, Ricardo, o "mais nobre conde palatino e senhor de Cefalônia, Zacinto e Ítaca", autenticou, em 1264, as propriedades da diocese latina de Cefalônia. Nesta época, Cefalônia era um refúgio de piratas.
A família Orsini governava não apenas as ilhas Jônicas, mas também o Epiro no início do século XIV, conseguindo assim o prestigioso título de déspota também. Alguns membros da família se converteram para a fé ortodoxa e se casaram com mulheres gregas. Depois da morte de João II Orsini, as ilhas foram ocupadas pelos angevinos, que, como governantes de Acaia, mantinham a suserania sobre as ilhas até então.
A ocupação angevina durou até 1357, quando o território foi cedido à família Tocco, que permaneceu no poder por mais de um século, assegurando a unidade na governança das ilhas.  Em 1357, Roberto de Tarento cedeu Cefalônia, Zacinto e Ítaca ao governador de Corfu, Leonardo I Tocco — uma recompensa pelos seus serviços quando ele esta preso no Reino da Hungria.
Depois de expandir seus domínios até Lêucade, Leonardo tentou se proteger contra Veneza, o papa e os angevinos, mas principalmente contra os clãs albaneses do Epiro iniciando contatos com a família florentina dos Acciaiuoli. Esta política aumentou o poder de fogo dos "Toccos", que alcançaram o ápice no século XV depois de se expandirem para a costa continental depois de Carlos I Tocco ter conquistado Joanina (1411) e Arta (1416). Ele recebeu o título de déspota do imperador bizantino Manuel II Paleólogo e manteve as tradições bizantinas. Com sede nas ilhas do Jônico ou em suas novas aquisições na Grécia central, a dinastia Tocco tentou conquistar os senhores locais concedendo-lhes, de acordo com a "Crônica da Família Tocco", "heranças", "propriedades", "kratimata" e "pronoia". Seguindo uma política similar no front religioso, Leonardo conseguiu inclusive restaurar o trono episcopal de Cefalônia que havia sido abolido pelos Orsini.
Veneza não gostou nada da crescente influência dos Tocco. A queda do reino deles perante os turcos otomanos em 1479 forneceu uma oportunidade para que os venezianos interviessem no mar Jônico e conseguissem, através de um tratado de 1484, anexar Zacinto e, depois, em 1500, Cefalônia e Ítaca.

## Condes palatinos de Cefalônia e Zacinto
- Margarido de Brindisi

| - Mateus I Orsini, 1195–depois de 1238 - Ricardo I Orsini, antes de 1260–1304 - João I Orsini, 1304–1317 - Nicolau Orsini, 1317–1323 - João II Orsini, 1323–1325 | - João de Gravina, 1325–1336 - Roberto de Taranto, 1336–1357 | - Leonardo I Tocco, 1357–1376 - Carlos I Tocco, 1376–1429 - Carlos II Tocco, 1429–1448 - Leonardo III Tocco, 1448–1479 |